# Huile de pépins de pomme
L'huile de pépins de pomme est une huile végétale, extraite par pressurage, surtout utilisée dans la fabrication de cosmétiques.
C'est une huile comestible, riche en protéine (environ 34 %), dont le tourteau obtenu après extraction peut être donné dans l'alimentation animale.
Son indice d'iode relativement élevé lui confère un usage dans la production de résines alkydes, de cires et de vernis.

## Composition
| Acide gras                       | Teneur pour 100 g |
| -------------------------------- | ----------------- |
| Acide palmitique (saturé)        | 6,51-6,60 g       |
| Acide stéarique (saturé)         | 1,75-1,96 g       |
| Acide oléique (mono-insaturé)    | 37,49-38,55 g     |
| Acide linoléique (poly-insaturé) | 50,7-51,4 g       |
| Acide arachidique (saturé)       | 1,49-1,54 g       |